# Boechera holboellii
Boechera holboellii es una hierba perenne que pertenece a la familia  Brassicaceae la familia de las Mostazas. Es nativa de Groenlandia y Canadá. Su citología ha sido muy estudiado por el botánico danés  Tyge W. Böcher. Recientemente se han publicado artículos en los que se realizaron estudios de análisis transcripcional de óvulos de líneas sexuales y apomícticas con el fin de determinar las diferencias entre ambos tipos de reproducción mediado por las diferencias en la expresión de genes.

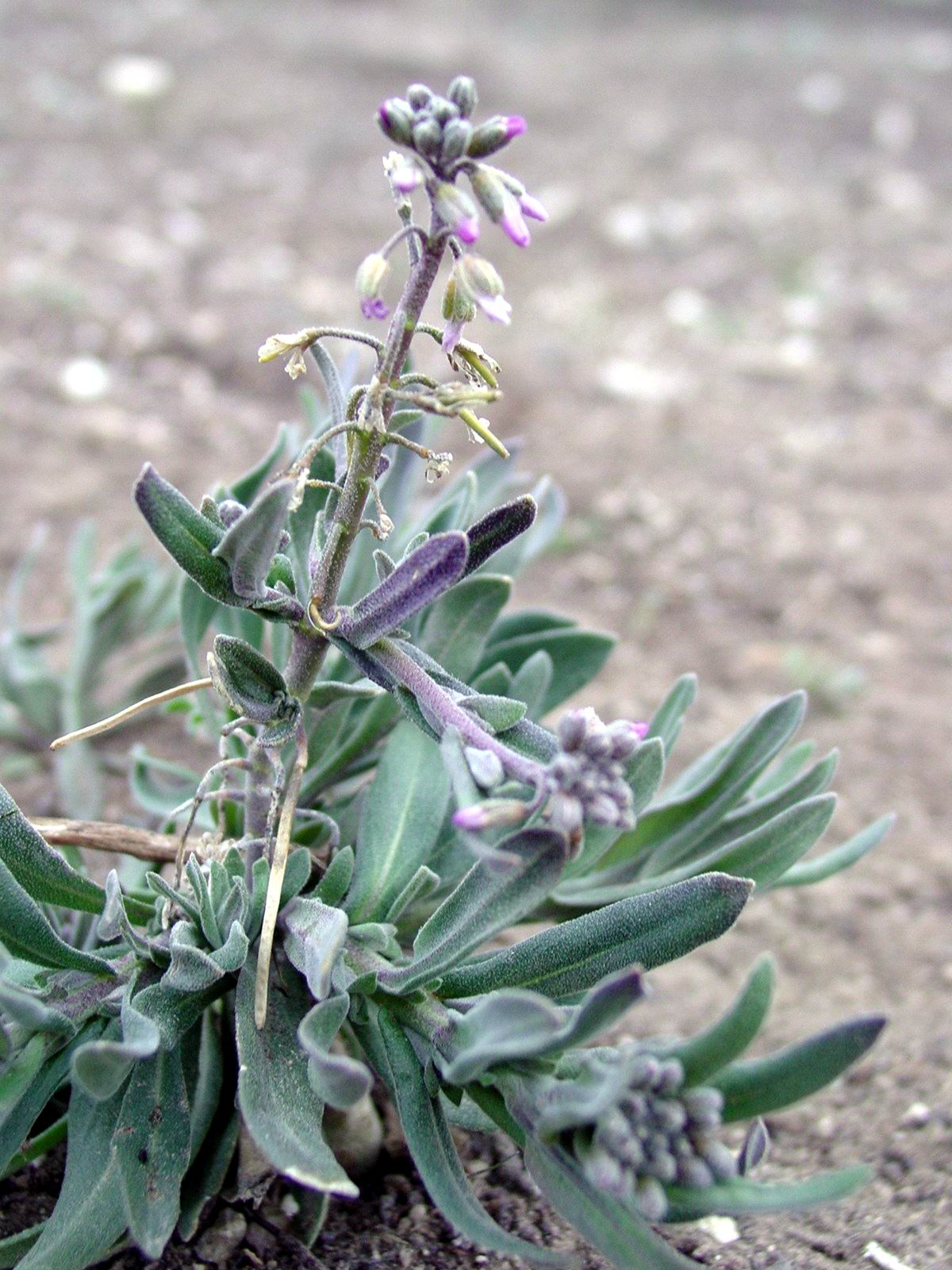
Vista de la planta

## Taxonomía
Boechera holboellii fue descrita por (Hornem.) Á.Löve & D.Löve y publicado en Botaniska Notiser 128(4): 513. 1975[1976].
Etimología
Boecchera: nombre genérico que fue nombrado en honor del botánico danés Tyge Wittrock Böcher (1909-1983), que era reconocido por sus investigaciones en plantas alpinas, incluyendo el género Draba.
holboellii: epíteto otorgado en honor del explorador de Groenlandia Carl Peter Holbøll (1795-1856).
Sinonimia
- Arabis declinata Schrad.
- Arabis heteromalla Schrad.
- Arabis holboelliana Trevir.
- Arabis holboellii Hornem.
- Arabis holboellii f. glabra Böcher
- Arabis holboellii var. holboellii
- Arabis holboellii var. pendulocarpa (A.Nelson) Rollins
- Arabis holboellii var. tenuis Böcher
- Arabis lilacina Schrad.
- Erysimum holboellii (Hornem.) Kuntze
- Streptanthus virgatus Nutt.[4]